# Steven Moffat
Steven William Moffat, OBE (Paisley, 18 de novembro de 1961) é um roteirista e produtor de televisão escocês cujos trabalhos incluem Doctor Who, Press Gang, Coupling,  Sherlock e The Adventures of Tintin.

## Biografia
O primeiro trabalho de Moffat na televisão foi a série dramática adolescente Press Gang. Sua primeira sitcom, Joking Apart, foi inspirada no fim de seu primeiro casamento; inversamente, sua sitcom Coupling foi baseada no desenvolvimento da sua relação com a produtora Sue Vurtue. Entre esses dois programas, ele escreveu Chalk, uma sitcom que se passava em um escola, inspirada em suas próprias experiências como professor de inglês.
Um fã de longa data de Doctor Who, Moffat escreveu vários episódios da versão renovada do programa, além de ter sucedido Russell T Davies como roteirista chefe e produtor executivo no início da quinta temporada em 2009. Ele coescreveu The Adventures of Tintin para o diretor Steven Spielberg, um projeto que ele deixou para assumir sua nova posição em Doctor Who. Em 2010, ele criou a série Sherlock junto com Mark Gatiss, uma adaptação das histórias de Sherlock Holmes.
Muitos de seus programas venceram prêmios importantes, incluindo BAFTAs e Hugo Awards por episódios de Sherlock e Doctor Who. Em 2012, ele recebeu um Prêmio BAFTA Especial. É considerado pelos fãs de Sherlock e Doctor Who o assassino de Sherlock, Rory Williams (sete vezes), Amelia Williams, Clara Oswin Oswald(incontáveis vezes) e River Song.

## Créditos em roteiros
| Produção                                | Notas | Emissora          |
| --------------------------------------- | --- | ----------------- |
| Press Gang                              | 43 episódio (1989–1993) | ITV               |
| Stay Lucky                              | "The Devil Wept in Leeds" (1990) | ITV               |
| Joking Apart                            | 13 episódios (1991–1995) | BBC2              |
| Murder Most Horrid                      | "Overkill" (1994) "Dying Live" (1996) "Elvis, Jesus and Zack" (1999) | BBC2              |
| Chalk                                   | 12 episódios (1997) | BBC1              |
| Doctor Who and the Curse of Fatal Death | Especial Comic Relief (1999) | BBC1              |
| Coupling                                | 28 episódios (2000–2004) | BBC Two BBC Three |
| Doctor Who                              | 39 episódios (2005 - 2015) "The Empty Child" / "The Doctor Dances" (2005) "The Girl in the Fireplace" (2006) "Blink" (2007) "Time Crash" (mini-episódio Children in Need; 2007) "Silence in the Library" / "Forest of the Dead" (2008) "The Eleventh Hour" (2010) "The Beast Below" (2010) "The Time of Angels" / "Flesh and Stone" (2010) "The Pandorica Opens" / "The Big Bang" (2010) "A Christmas Carol" (2010) "Space" / "Time" (mini-episódios Comic Relief, 2011) "The Impossible Astronaut" / "Day of the Moon" (2011) "A Good Man Goes to War" / "Let's Kill Hitler" (2011) "The Wedding of River Song" (2011) "The Doctor, the Widow and the Wardrobe" (2011) "Asylum of the Daleks" (2012) "The Angels Take Manhattan" (2012) "The Snowmen" (2012) "The Bells of Saint John" (2013) "The Name of the Doctor" (2013) "The Night of the Doctor" (mini-episódio, 2013) "The Day of the Doctor - Especial de 50 anos" (2013) "The Time of the Doctor" (2013) "Deep Breath" (2014) "Into the Dalek" (co-escrito com Phil Ford, 2014) "Listen" (2014) "Time Heist" (co-escrito com Stephen Thompson, 2014) "The Caretaker" (co-escrito com Gareth Roberts, 2014) "Dark Water" / "Death in Heaven" (2014) "Last Christmas" (2014) "The Magician's Apprentice" / "The Witch's Familiar" (2015) "The Girl Who Died" (co-escrito com Jamie Mathieson, 2015) "The Husbands of River Song" (2015) | BBC1              |
| Jekyll                                  | 6 episódios (2007) | BBC1              |
| Sherlock                                | "A Study in Pink" (2010) "A Scandal in Belgravia" (2012) "The Sign of Three" (co-escrito com Stephen Thompson e Mark Gatiss, 2014) "His Last Vow" (2014) | BBC1              |
| The Adventures of Tintin                | Filme (co-escrito com Edgar Wright e Joe Cornish; 2011) | N/A               |